# کپسوله‌سازی (شبکه رایانه‌ای)

کپسوله‌سازی از داده‌های کاربر، در یک پشته UDP شبه لینوکس. هر لایه جدید شامل داده‌هایی از لایه قبلی می‌باشد، اما هر لایه جدید قابلیت این را ندارد که بفهمد کدام قسمت از داده سرآیند یا یدکی از لایه قبلی است. این تکنیک به صورت تأثیرگذاری داده‌ها را در لایه‌های پایین‌تر پنهان می‌کند..

در شبکه‌های رایانه‌ای کپسوله‌سازی روشی برای طراحی ماژولار پروتکل‌های مخابراتی است که در آن به صورت منطقی توابع در داخل شبکه از ساختار زیرین خود جدا می‌شوند این کار توسط دربرگیری یا مخفی‌کردن اطلاعات در داخل اشیاء سطح بالاتر است.
لایه فیزیکی مسئول انتقال فیزیکی داده است. کپسوله‌سازی لینک به شبکه محلی و پروتکل اینترنت (IP)  اجازه می‌دهد که آدرس‌سازی جهانی را از کامپیوترهای مستقل مهیا کند، پروتکل کنترل انتقال (TCP) کاربردها یا انتخاب فرآیند را اضافه می‌کند. برای نمونه، یک درگاه مشخص می‌کند که سرویس به یک سرور وب تعلق دارد یا یک سرور تی‌اف‌تی‌پی.